# Хань Гань
Хань Гань (кит. трад. 韓幹, упр. 韩干, пиньинь Hán Gàn, ок. 706 — 783) — китайский художник эпохи Тан.
Хань Гань принадлежит к тем старинным китайским художникам, чьи биографии расцвечены легендами и анекдотами. О нём сохранилось довольно много упоминаний, в той или иной степени отражающих фигуру реального Хань Ганя, но не сохранилось ни одного абсолютно достоверного произведения.
Согласно жившим в IX веке авторам трактатов о живописи Чжан Яньюаню и Чжу Цзинсюаню, а также более поздним китайским ученым, Хань Гань происходил из бедной столичной семьи, в молодости работал прислужником в небольшом кабачке, где его заметил известный поэт и художник Ван Вэй, разглядевший в нём талант. В дальнейшем Ван Вэй взял юношу под своё покровительство, оплатил его образование, и ввел в круг своих знакомых. Далее он был представлен императору Сюаньцзуну (712—756), который, как гласит предание, потребовал, чтобы Хань Гань нарисовал коней в манере лучшего придворного мастера Чэнь Хуна. Как пишет Чжу Цзинсюань: «Изумленный несходством представленных работ с картинами Чэнь Хуна, он осведомился, что было тому причиной. Хань Гань ответил: „Ваш слуга имел собственные оригиналы, все они — лошади в конюшне Вашего Величества“. Государь пришел в восхищение».
Этот случай стал причиной расположения императора к художнику и дальнейшего покровительства. Впрочем, в этом не было ничего удивительного — лошади, особенно выносливые, низкорослые породы из Центральной Азии всегда были страстью танского императорского дома. Однако образ этого животного разными танскими императорами воспринимался по-своему. На заре этой династии, в суровые времена, когда велись войны за объединение Китая, лошадь была боевым другом, с которым воин делил все ратные тяготы. Именно такой смысл вложен в изображения шести коней на знаменитых рельефах мавзолея императора Тайцзуна (626—649), созданных по рисункам Янь Либэня. Веком позднее, когда танская империя купалась в благополучии, император Сюаньцзун пополнил свои конюшни стадом более чем в сорок тысяч лошадей, полученных в дань из Западного края. Этих коней, никогда не видевших полей сражений, обучали танцевать перед Сыном Неба. Перестав быть бойцами, они окончательно сравнялись в своем статусе с наложницами императорского гарема. А художникам Чэнь Хуну и Хань Ганю давались императорские поручения создавать портреты самых любимых коней.
Интересно то, что, судя по дошедшим от той поры произведениям, эти конские портреты не были так реалистичны, как изображения лошадей в раннетанскую эпоху, когда правил император Тайцзун. Хань Гань создавал портреты коней в русле моды, существовавшей в эпоху правления Сюаньцзуна. Для этой моды было характерно изображение румяных, весьма дородных дам, с толстыми щеками, и округлыми формами тела. Такой женский тип доминировал и в скульптуре, и в живописи этого периода. Кони Хань Ганя также имеют неестественно округлые формы, и исследователи видят здесь прямые стилистические параллели с модой на изображения танских дам. Вероятно, по этой причине известный поэт и литератор Ду Фу упрекал Хань Ганя в том, что тот «рисует только конскую плоть, но не костяк». Однако Чжан Яньюань (IX в.), автор трактата «Записки о прославленных мастерах разных эпох» восторгался Хань Ганем, и называл его «величайшим художником всех времен, изображавшим коней», утверждая, что он смог ухватить самый дух коня.
Справедливость слов Чжан Яньюаня можно понять, посмотрев на рисунок Хань Ганя «Молния в ночи». Такое поэтичное название было дано одному из самых любимых коней императора Сюаньцзуна. Несмотря на то, что Чжу Цзинсюань пишет о центральноазиатских лошадях («Масть их была необычна, а облик причудлив; у них были раздувшиеся бока и толстые копыта. Когда с ними отправлялись в путь по опасной дороге, ехать было покойно, как в паланкине»), конь на рисунке Хань Ганя отличается от натуралистических изображений лошадей из Центральной Азии — у него короткие, очень тонкие ноги и округлое тело. Он бьёт копытом, яростно пытаясь освободиться, и, задрав голову, ржёт. Однако, борьба безнадежна — конь привязан к высокому столбу. Конь обращает свой измученный взор к зрителю, как бы взывая к состраданию. Он очеловечен художником, в его облике содержится намек на трагическую сторону придворной жизни. Тяга к свободе творчества художника творца выражается словами: «Уздою, управляемых времен, в искусстве скачет в вечность Белый конь…»
Сегодня Хань Ганю с разной степенью уверенности приписывается ещё несколько конских изображений. Однако творчество художника было гораздо шире. Согласно старинным источникам, он занимался портретом (правда, не так удачно, как Чжоу Фан — об этом есть исторический анекдот, изложенный в трактате Го Жосюя), росписями буддийских храмов, изображениями бодхисаттв, великих монахов, и демонов. Буддийские росписи погибли вместе с храмами в ходе ограничений, установленных в 845 году в отношении буддизма, а из 52 его работ, хранившихся в сунской императорской коллекции в конце XII века, ни одна не дожила до наших дней.